# Карновське князівство
Карновське князівство (лат. Ducatus Carnoviensis, пол. Księstwo Karniowskie, чеськ. Krnovské knížectví) — одне з удільних князівств Сілезії, яке утворилося 1377 році в Опавському князівстві, що входило до володінь Богемської корони. Його столиця була в Карнові, сучасна Чехія.

## Історія
Карновське (Крновське) князівство було утворено після 1377 року, коли сини князя Ратиборсько-Опаського Миколи II поділили між собою спадщину батька. Його старший син Іван I Ратиборський успадкував Ратиборське князівство, тоді як Опавським князівством з 1367 року володіли його молодші брати Микола III, Венцеслав I та Премисл I. 1377 року Іван I отримав новостворене Карновське князівство разом із місцевостями Брунталь, Водзіслав-Сілезький, Рибник і Зорі. Після його смерті в 1380/82 р. Ритиборське, Карновська князівства і Брунтал успадкував його старший син Іван II Залізний.
1384 року князь Іван II продав Карнов королю Володиславу Опольському, який у 1390 році передав його Моравському та Люксембурзькому маркграфу Йосту. Після смерті Йоста в 1411 році його двоюрідний брат імператор Сигізмунд Люксембург заставив Карнов князю Брегзькому і Легницькому Людовіку II з П'ястів. Але 1422 року той повернув князівство Івану II, який викупив заставу. 

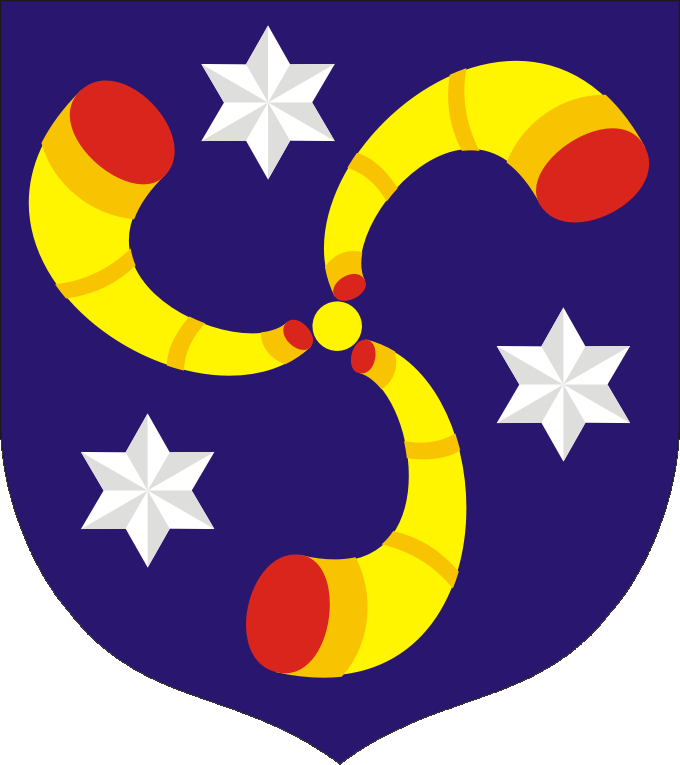
Варіант герба Карновського князівства

1424 року князівство успадкували його сини Венцеслав II і Микола V, які правили спільно до 1437 року, коли Микола отримав Карнов разом з Брунталем, Плесом, Рибником, Водзіслав-Сілезьким і Зорі. Після його смерті в 1452 році Карнов і Водзіслав відійшли до його старшого сина Івана IV, а Рибник, Зорі і Плес відійшли до його молодшого сина Венцеслава III.
Під час Богемсько-Угорської війни (1468–1478) за чеську корону, 1474 року Матвій Корвін захопив у полон князя Івана IV і змусив його відмовитися від Клрнова, який був приєднаний до земель Богемської корони і переданий позашлюбному синові Матвія Івану Корвіну. З цього часу Карнівське князівство перестало існувати як удільне князівство, перетворившись на феод.
1483 року, після смерті Яна IV в 1483 його сестра Варвара, дружина князя Яна IV Освенцимського, спробувала повернути князівство; проте Володислав II Ягеллончик, який став королем Богемії, не збирався повертати захоплене князівство, а натомість передав Карнов своєму канцлеру Йогану фон Шеленбергу. Мирна угода була досягнута 1492 року, коли донька княгині Варвари Олена Освенцимська вийшла заміж за сина Шелленберга Георга.
1523 року Георг Шеленберг продав Карнов маркграфу Георгу Бранденбурзькому, який у 1532 році заволодів майже всією Верхньою Сілезією, успадкувавши Опольсько-Ратиборське князівство після бездітного останнього представника Опольської династії Сілезьких П'ястів князя Івана II Доброго. Він відновив княжий замок у Карнові та запровадив протестантську реформацію в Сілезії. Зростання впливу протестантського будинку Гогенцоллернів у Сілезії викликало невдоволення Габсбургів, які заволоділи 1526 року Богемською короною. Проте Георг, а також його син маркграф Георг Фрідріх змогли зберегти за собою князівство, яке на той час вже іменувалося князівством (герцогством) Егерндорф.
1613 року король Матвій Габсбург передав Карновське та Опавське князівства як феоди своєму союзнику Карлу I Ліхтенштейну (1569–1627).

З 1613 до 1848 року князівство управлялося будинком Ліхтенштейнів.
За умовами Бреславльської угоди 1742 року більшість території князівства (герцогства) Егерндорф залишилася за Богемською короною як частина Австрійської Сілезії. Остаточно герцогство було скасовано після революції 1848 року.

## Карновські князі
- Іван I Опава-Ритоборський 1377-1382
- Іван II Залізний 1382-1384
- Володислав Опольський 1384-1390
- Йост Моравський 1390-1411
- Людовік II Брегзький 1411-1422
- Іван II Залізний 1422-1424
- Венцеслав II і Микола V 1424-1437
- Микола V Карновський 1437-1452
- Іван IV Карновський 1452-1474
- Венцеслав III 1452-1474.

З 1474 року Карновське князівство увійшло до складу Богемського королівства.